# Microrregión de Anápolis
La microrregión de Anápolis es una de las  microrregiones del estado brasileño de Goiás perteneciente a la mesorregión  Centro Goiano. Su población fue estimada en 2006 por el IBGE en 511.952 habitantes y está dividida en veinte municipios. Posee un área total de 8.311,934 km². Siendo el municipio más poblado Anápolis

## Municipios
- Anápolis
- Araçu
- Brazabrantes
- Campo Limpo de Goiás
- Caturaí
- Damolândia
- Heitoraí
- Inhumas
- Itaberaí
- Itaguari
- Itaguaru
- Itauçu
- Jaraguá
- Jesúpolis
- Nova Veneza
- Ouro Verde de Goiás
- Petrolina de Goiás
- Santa Rosa de Goiás
- São Francisco de Goiás
- Taquaral de Goiás

- Datos: Q783622